# Plaza de toros

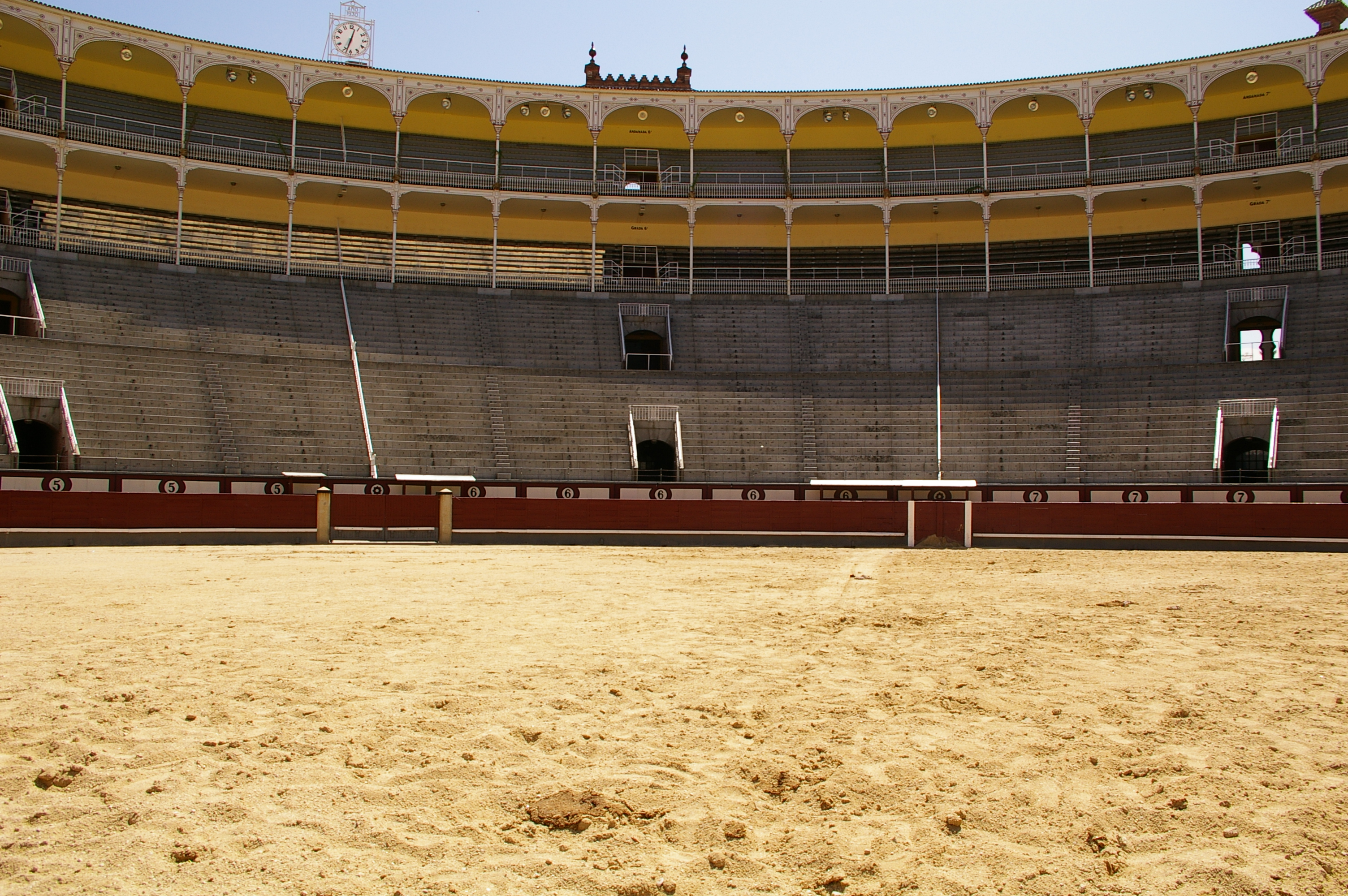
En primer plano el albero de Las Ventas.

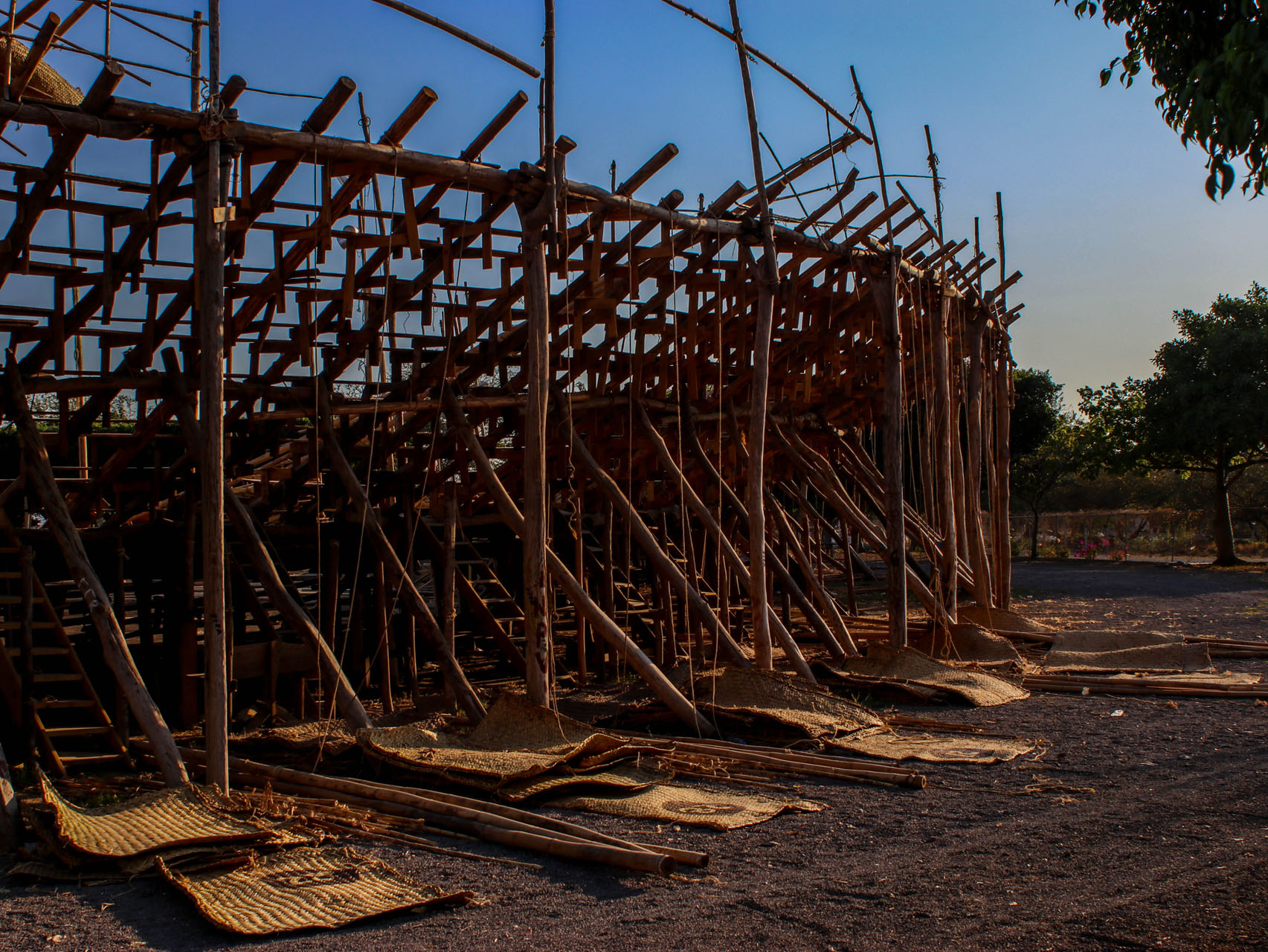
Montaje anual de la plaza de toros La Petatera. Patrimonio cultural inmaterial del estado de Colima.

Las plazas de toros, también llamadas cosos taurinos, son recintos cerrados generalmente circulares y descubiertos donde se celebran las espectáculos taurinos como corridas de toros, corridas de rejones, corridas landesas, o pegas de forcados. De construcción más moderna, también hay plazas de toros cubiertas. Tienen su origen en la Europa antigua. Principalmente consiste en un anfiteatro cerrado de forma aproximadamente circular con graderías y servicios que rodean un espacio central donde se realiza el espectáculo taurino, llamado ruedo o redondel, un terreno de tierra batida (arena o albero).
La palabra coso proviene del latín cursum, carrera, derivando su uso en el lugar que se utilizaba para correr. De ahí, su uso se extendió al lugar habilitado para distintos espectáculos, en este caso la lidia.
También hay plazas de toros portátiles, construidas a base de una estructura metálica o de otro tipo para aislar un espacio y que se montan y desmontan tradicionalmente en pueblos y ciudades que no disponen de una plaza fija.
Fuera de la temporada taurina se emplean además para albergar espectáculos musicales o culturales.

## Historia

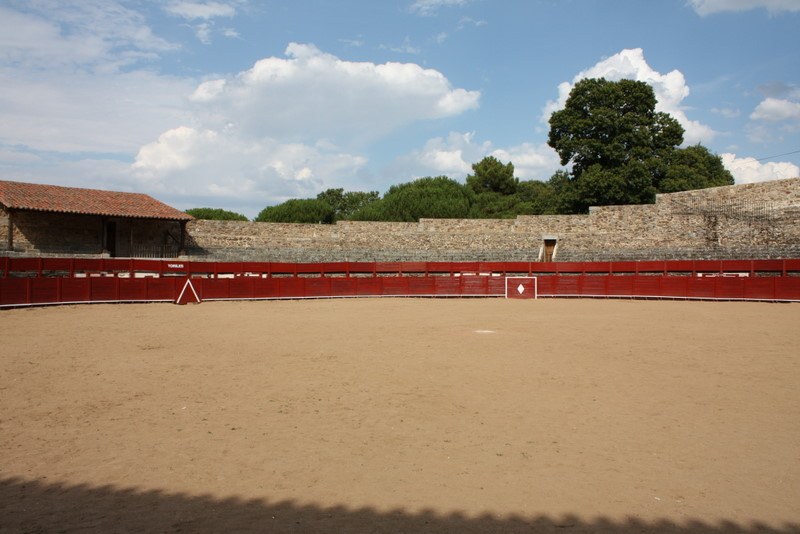
La plaza de toros de El Castañar, que data de 1711, aunque su origen es de 1667, en Béjar (Salamanca), es considerada el coso más antiguo de España.

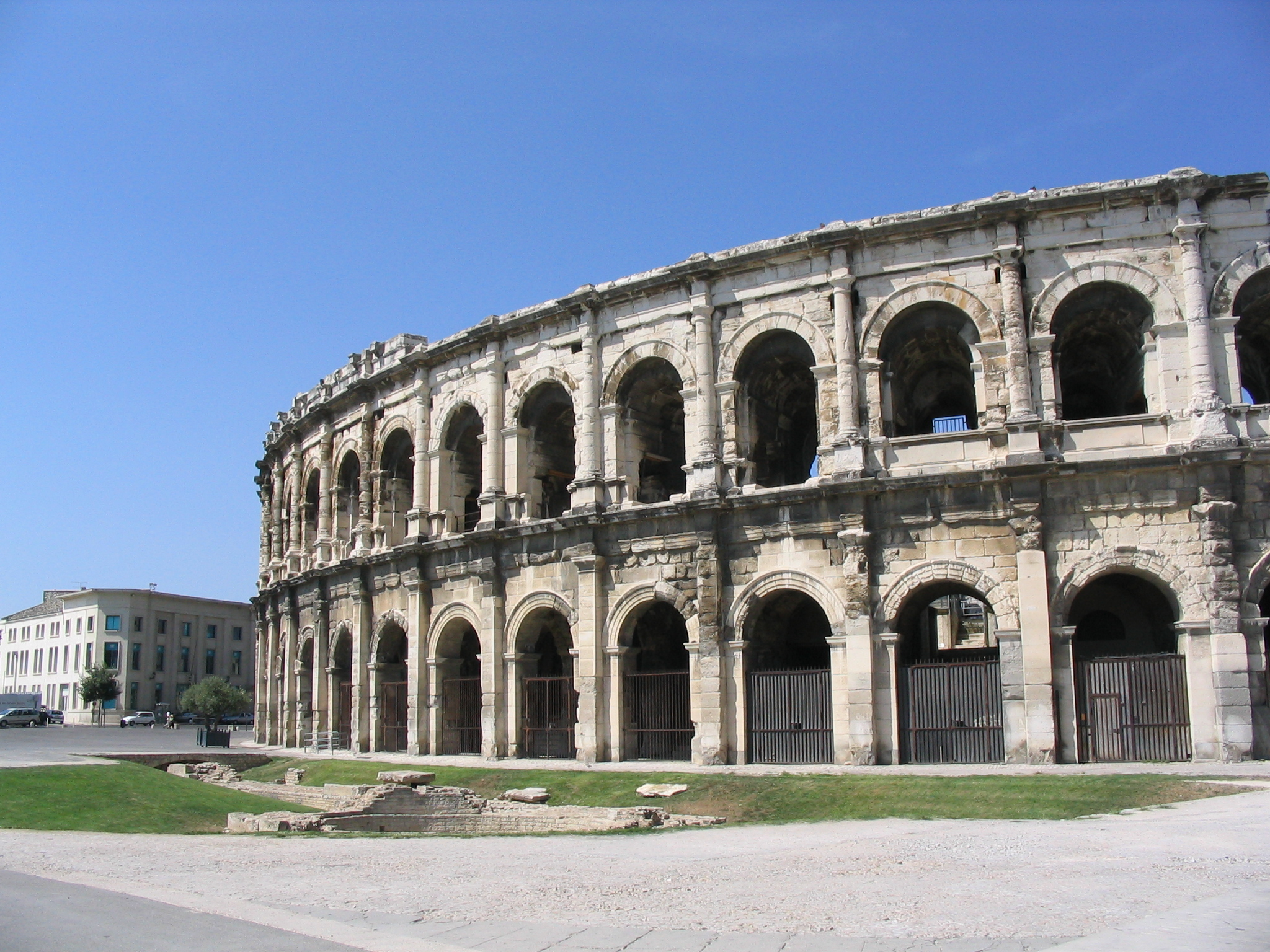
La Arena de Nimes. 27 a. C.

Los anfiteatros romanos tenían características similares a las de las actuales plazas de toros, de hecho las plazas de toros de Nimes y Arlés en Francia son anfiteatros romanos.
La tauromaquia es la evolución de los trabajos ganaderos de conducción, encierro y sacrificio en los macelos o mataderos urbanos que comenzaron a construirse en España durante el siglo XVI. Estos profesionales de la conducción del ganado vacuno, entonces todo bravo, y los matarifes aportaron creatividad y virtuosismo a las tareas más arriesgadas, que inmediatamente fueron de interés para los más diversos espectadores. Las primeras noticias sobre estas suertes prodigiosas son del Matadero de Sevilla, en el cual además está documentada la presidencia encarnada por un representante de la autoridad municipal, situado en una torre mirador o palco proyectado por el arquitecto Asensio de Maeda y conocido por una importante cantidad de óleos que recogen la actividad taurina en ese momento. En el matadero sevillano también se proyectaron las primeras tribunas para espectadores en la segunda mitad del siglo XVI.
Durante el establecimiento de la tauromaquia en la península ibérica las plazas de toros no fueron comúnmente utilizados para estos festejos. Cuando las fiestas taurinas eran principalmente realizadas a caballo, los espectáculos eran públicos y se realizaban en las plazas mayores de las ciudades. Solo en el siglo XVIII, al evolucionar el toreo hacia la faena a pie con el surgimiento de figuras como Costillares, Pedro Romero y Pepe-Hillo y ante el desorden reinante durante estas fiestas aparecen las plazas de toros como edificios específicos para albergar apropiadamente al público. De 1680 data la plaza de toros Rodolfo Gaona en Cañadas de Obregón, la más antigua del mundo. La plaza más antigua de España es la plaza de toros de Béjar de 1711, que fue cuadrada hasta el siglo XIX. Además de circular o rectangular, entre los primeros modelos de plazas de toros de mampostería se encuentran ejemplos de forma hexagonal (Almadén) y octogonal u ochavada (plaza de toros de Acho). De hecho, tras ser autorizada en 1730 la construcción de la Plaza de toros de la Real Maestranza de Caballería de Sevilla para realizar corridas de toros, el coso original tenía forma rectangular, y no se comenzó la estructura circular actual sino tres años después.

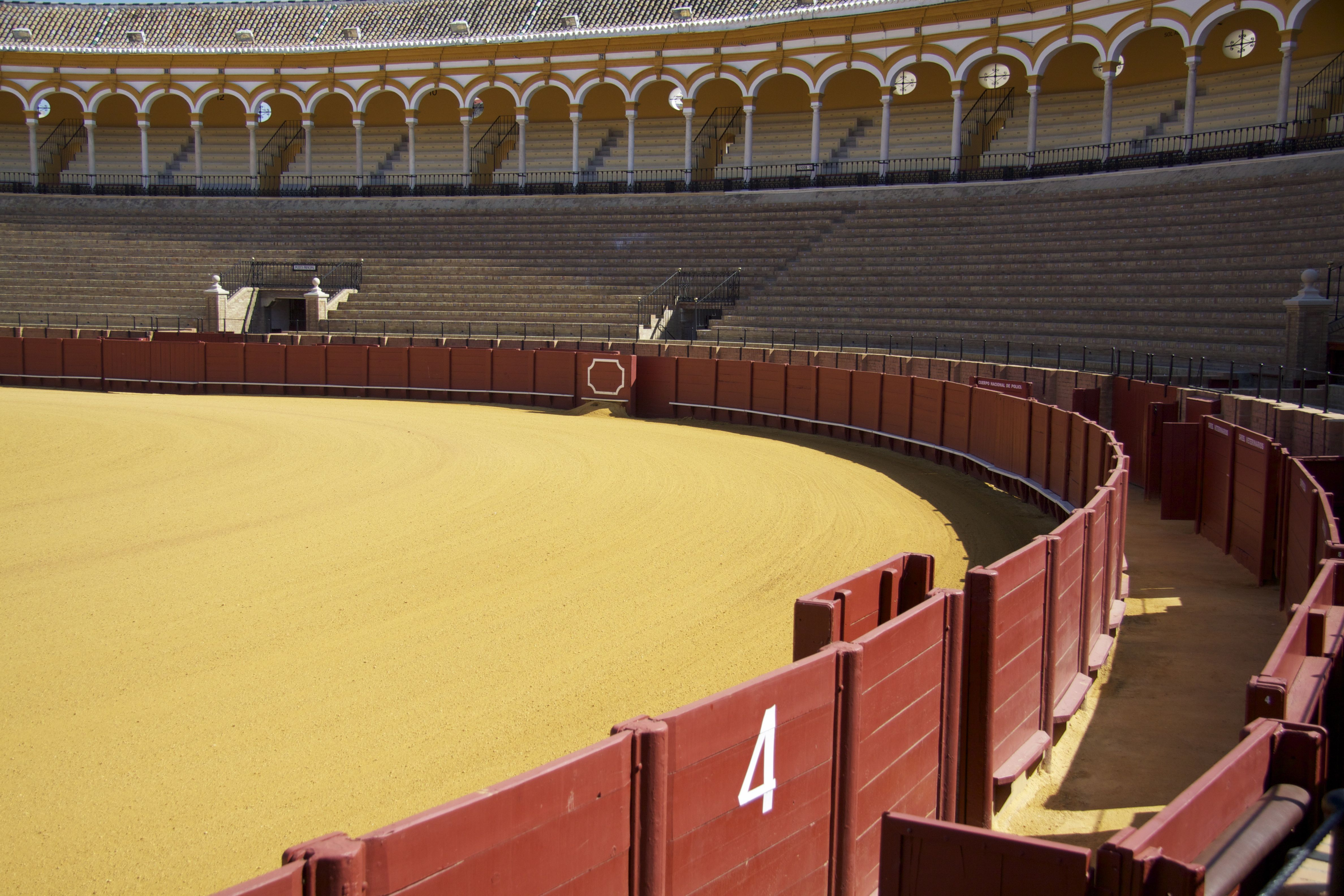
Plaza de toros de la Real Maestranza de Sevilla (1765): ruedo de albero, tendido número 4, burladero, callejón y localidades. Al fondo, puerta de la enfermería y puerta municipal.

En 1764 se inauguró la plaza de toros de la Misericordia y en 1766 la plaza de toros de Acho. De 1784 data otro coso taurino de disposición circular, la plaza de toros de Ronda y en 1788 se construyó la primera plaza circular permanente de la Ciudad de México que fue la plaza de toros de San Pablo, hoy desaparecida.

## Descripción
Las instalaciones con las que cuenta una plaza de toros comprenden las zonas destinadas al público, el ruedo dónde se desarrolla la lidia e instalaciones necesarias para la celebración del festejo taurino.
Las localidades para el público se sitúan en la zonas de tendido, grada o andanada, en función de su proximidad al ruedo, siendo la andanada la más alejada. 

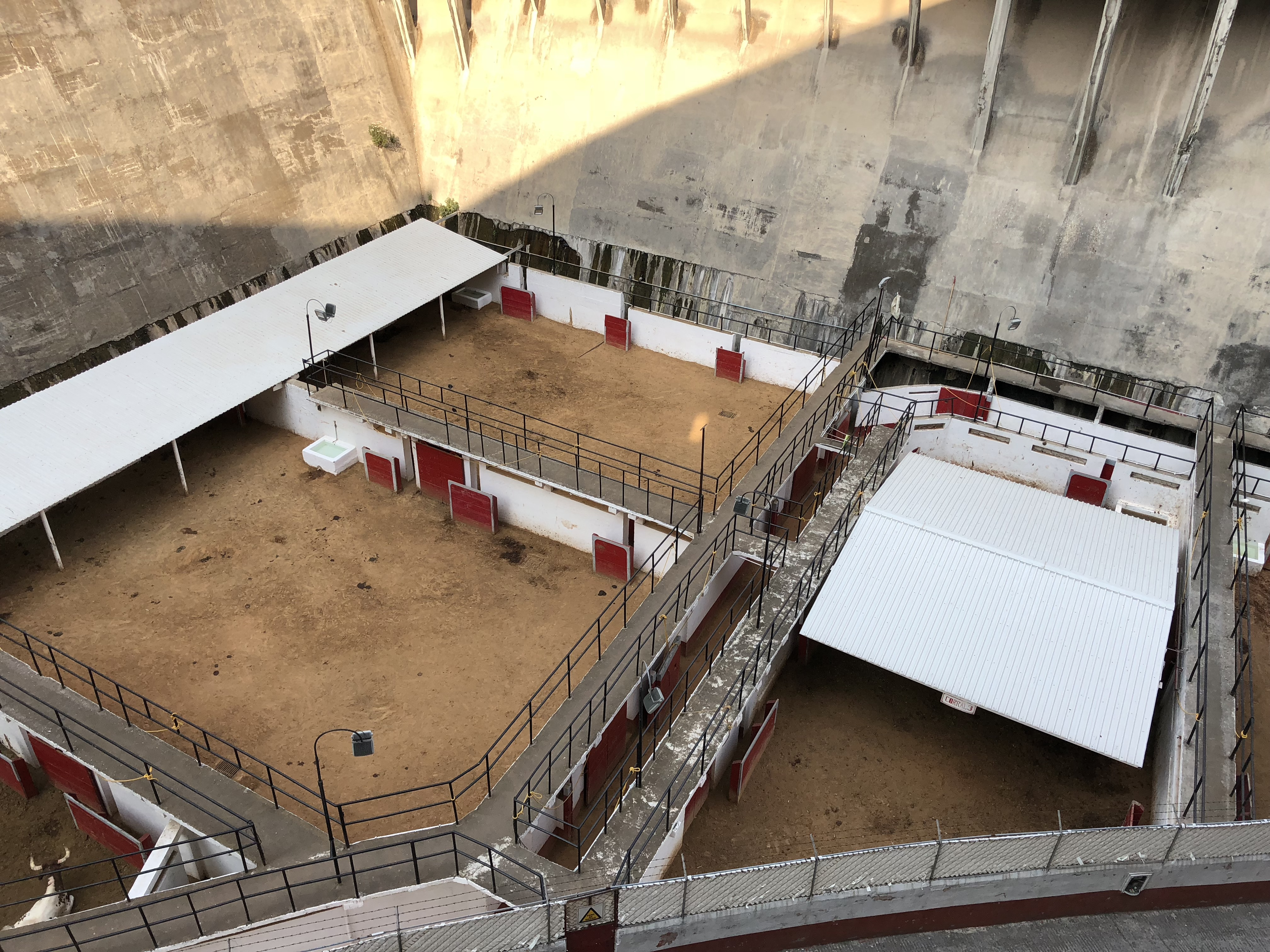
Plaza de toros Monumental de México (1946): corrales. Comprende toriles donde permanecen los toros hasta la lidia. Otras instalaciones son los chiqueros y los corrales para los cabestros o las cuadras de caballos de picar.

El ruedo es donde tiene lugar la lidia. Alrededor de éste hay una barrera de madera de metro y medio de altura y varios portones batientes para la entrada y salida de los participantes (puerta de cuadrilla) y de los toros (puerta de toriles y de arrastre) aunque la cantidad y disposición de estos accesos varía de un recinto a otro. Alrededor del ruedo también hay burladeros equidistantes que permiten la salida del ruedo a la zona del callejón de los participantes en la lidia. El callejón es un corredor circular en torno al ruedo al que no hay acceso desde las localidades. En él se sitúa la autoridad competente, agentes de seguridad pública, personal sanitario, cuadrillas, el empresario de la plaza, los ganaderos y medios de comunicación.
La plaza de toros comprende también las instalaciones destinadas al ganado, como los corrales, que se comunican mediante portones y que tienen un acceso para los camiones de trasporte del ganado. También hay chiqueros, cajón de curas y desolladeros. Además, consta de patio para el movimiento de los caballos en el que se sitúan las cuadras y una zona de carnización, que de emplea a no ser que se efectúe traslado de las reses al matadero.
Las plazas de toros están dotadas de enfermería y en el exterior se sitúa una ambulancia.

## Categorías

### España
Las plazas de toros de primera categoría de España son las monumentales de Barcelona, Bilbao, Córdoba, Madrid, Málaga, Pamplona, San Sebastián, Sevilla, Valencia y Zaragoza. En España el Real Decreto núm. 145/1996 organiza las plazas de toros en tres categorías, según la antigüedad, tradición, tamaño y números de festejos anuales. El Real Decreto también impone un peso mínimo de los toros y un número mínimo de sobreros y caballos según la categoría de la plaza. Las comunidades autónomas pueden añadir nuevas disposiciones según la categoría. La categoría de la plaza también afecta al precio de las entradas, los seguros y los profesionales que deben estar presentes durante la corrida.

### Francia
Las plazas de toros de primera categoría de Francia son las plazas de toros de Arenas de Arlés, Bayona, Dax, Béziers, Mont de Marsan Arena de Nimes, y Vic-Fezensac.

### México
Las plazas de toros de primera categoría de México son diez: Aguascalientes, Ciudad Juárez, Guadalajara, León, Mérida, México, Monterrey, Querétaro, Tijuana y Zacatecas.

### Perú
En la ciudad de Lima se encuentra la tradicional Plaza de Toros de Acho fundada en 1766, así mismo hay cerca de 190 plazas de toros en el interior del país como Arequipa, Cajamarca, Huancayo entre otras

### Portugal
Las plazas de toros de primera categoría de Portugal son las plazas de toros de Almeirim, Campo Pequeño, Coruche, Moita de Ribatejo, Montijo, Santarén,  Setúbal, y Vila Franca de Xira.

### Colombia
Las plazas de toros de primera categoría de Colombia son las plazas de toros de Bogotá. Cali y Manizales. La  Plaza de toros La Macarena, fue una plaza de toros de Medellín, desde 2020 tiene uso exclusivamente cultural y de ocio. En la Plaza de toros de Cartagena de Indias, no se realizarán más espectáculos de toros y solo se llevarán a cabo otras clases de eventos.